# 威肯
亞柏·馬科南·特斯法耶（ʾÄbel Täsfaye，1990年2月16日－），藝名威肯，華語圈綽號盆栽哥、音樂魔人，是一名加拿大歌手、詞曲作家、音樂製作人及舞者。2010年末，特斯法耶上傳了一些歌曲至YouTube並署名「威肯」(The Weeknd)。他在2011年發布三支內有九首歌的混音帶：《House of Balloons》、《Thursday》、《Echoes of Silence》，這些混音帶廣受好評。翌年，他發布了合輯《Trilogy》，其由混合不同元素的三十首翻唱曲目以及三個額外的歌曲組成。此專輯是由聯眾唱片及XO共同推出。
2013年，威肯推出了他的首張錄音室專輯《親親國度》，主打歌為〈Kiss Land〉及〈Live For〉。他的第二張錄音室專輯《狂野之美》，成為他第一張登上《公告牌》二百强专辑榜冠軍專輯。其中單曲〈值得〉登上了《告示牌》百強單曲榜前五名，〈山丘〉、〈無法擋的愛〉則登上了《告示牌》百強單曲榜第一名。上述單曲都同時在「《告示牌》熱門節奏藍調歌曲榜」前三名，使得他成為史上第一位囊括「《告示牌》熱門藍調歌曲榜」前三名的歌手。他曾經獲得兩座葛萊美獎，以及被奧斯卡最佳原創歌曲獎提名。2016年9月，威肯宣布將發行新專輯《星聞人物》，並釋出2支單曲：〈星聞人物〉及〈錯愛〉。2019年11月，威肯回歸並釋出2支單曲〈Heartless〉及〈Blinding Lights〉。2020年2月，威肯公布新專輯名稱《黑潮時刻》（After Hours），且釋出一支專輯同名單曲，並宣布將在一個月後發行此專輯。2020年3月20日，新專輯《黑潮時刻》正式發行。23日，威肯發行《黑潮時刻（豪華版）》。2022年1月7日驚喜釋出《黑潮時刻》的下一篇張《黎明FM》發行後，並在告示牌全球榜寫下新紀錄-成為單週史上男歌手最多，打入前200大紀錄一共24首歌。
2023年初，威肯的單曲〈Blinding Lights〉成為Spotify上最多聆聽次數的歌曲，同年威肯亦成為Spotify平台創立以來首位每月聆聽人數破億的藝術家。

## 早年生活
亞柏·馬康南·特斯法耶（Abel Makkonen Tesfaye）生於1990年2月16日的加拿大安大略士嘉堡。童年亦在該處成長。他是位獨生子。他擁有衣索比亞血統。父母親马康南（Makkonen）及薩姆拉（Samra）在1980年代從衣索比亞移民至加拿大。他的母親曾經做過幾項工作包括護理，餐飲，夜校。在特斯法耶長大的過程中，他父親就不在身邊了，他的母親時時刻刻在工作，他的祖母陪伴了他大部分的青春歲月。因此，特斯法耶會說一口流利的阿姆哈拉語，這是他學會的第一種語言。他的祖母會帶他去衣索比亞正教會服務。
特斯法耶自我描述了他的青少年时期的电影“孤立无援的儿童”("KIDS without the AIDS")。 特斯法说他11岁开始吸食大麻，他也聲稱他經常購買毒品以滿足他對搖頭丸，羟考酮，阿普唑仑，可卡因，裸盖菇素和氯胺酮的依賴性。
特斯法耶說，他採用了藝名The Weeknd的由來是在17歲高中輟學之後，他與他的同儕在一個週末（weekend）時，在家人都不知道的情況下離家出走。他更改了weekend拼寫方式，以避免與加拿大樂團The Weekend有商標上的問題。

## 事業生涯

### 2010-2011：事業開始及混音帶
特斯法耶在多倫多遇見了一位製作人傑洛米·羅斯，他有一個「黑暗節奏藍調音樂計畫」的點子名為「The Weeknd」。在羅斯試圖將想法推銷給音樂家Curtis Santiago之後，羅斯為特斯法耶彈奏了一小段曲子，而特斯法耶則即興的哼出了一段饒舌，在這之後，他們開始製作一張專輯。他製作了三首歌曲：“What You Need”、“Loft Music”、以及“The Morning”，特斯法耶唱饒舌的部分，但是最後並沒有被羅斯採用。羅斯讓特斯法耶在「這三首歌曲要記功在羅斯上」的條件下保留他製作的歌曲。然而，特斯法耶在2010年12月上傳了“What You Need”、“Loft Music”、以及“The Morning”至YouTube，並署名「威肯」。儘管他的身份最初是不被知道的。歌曲通過口耳相傳在網路上被注意到了，包括由多倫多歌手德瑞克在以發表歌曲為特色的部落格發布的文章。德瑞克對威肯產生了興趣。他們隨後收到來自紐約時報及Pitchfork Media的報導。
2011年3月21日，特斯法耶透過他的網站免費地發布一張有九首歌曲的混音帶：《歡樂之屋》。專輯由Doc McKinney及Illangelo出品，即使他上述的三首歌曲並沒有歸功於羅斯。《歡樂之屋》獲得了一致好評，它被2011年北極星音樂獎提名為10位入圍提名人之一。
2011年7月，威肯開始踏上巡迴演唱的道路，他在多倫多的Mod Club開始了他的第一次演出。一個小時半的演出中製造了有關他的謠言。他下一個演出地點選擇在多倫多的莫爾森加拿大露天劇場。他和饒舌歌手德瑞克共同合作並且以特別嘉賓的身分於同年7月31日出席德瑞克第二個OVO音樂節。在夏天時，媒體意識到威肯拒絕被採訪並選擇透過Twitter與外界溝通。他的第二張混音帶《星期四》於2011年8月18日釋出，該專輯可以從威肯的網站免費下載，並且受到評論家的好評。威肯的第三張混音帶《深幽回音》於2011年12月21日釋出。2011年釋出的三個混音帶被統稱為「氣球三部曲」，並都備受好評，也增長了特斯法耶的粉絲團。

### 2012-2014：《三部曲》及《親熱國度》
2012年4月，威肯在科切拉音樂節表演，開始了他在美國的巡迴演唱會。他和他的樂隊造訪各個主要城市，最後在紐約結束了他的巡演。滾石雜誌給予在紐約兩場票售罄的演唱會正面的評價。特斯法耶和他的巡迴樂團繼續在歐洲各個主要的音樂節巡演，包括在西班牙和葡萄牙的春天之聲音樂節、在英國倫敦的無線音樂節、還有在法國巴黎及比利時布魯塞爾的演唱會。他在英國首站倫敦表演時，在觀眾面前翻唱麥可·傑克森的歌曲“Dirty Diana”，其中凱蒂·佩芮及芙蘿倫絲·威爾希也在臺下聆聽。六月時，根據報導，「氣球三部曲」已被下載800萬次，這將在今年晚些時候正式發布。

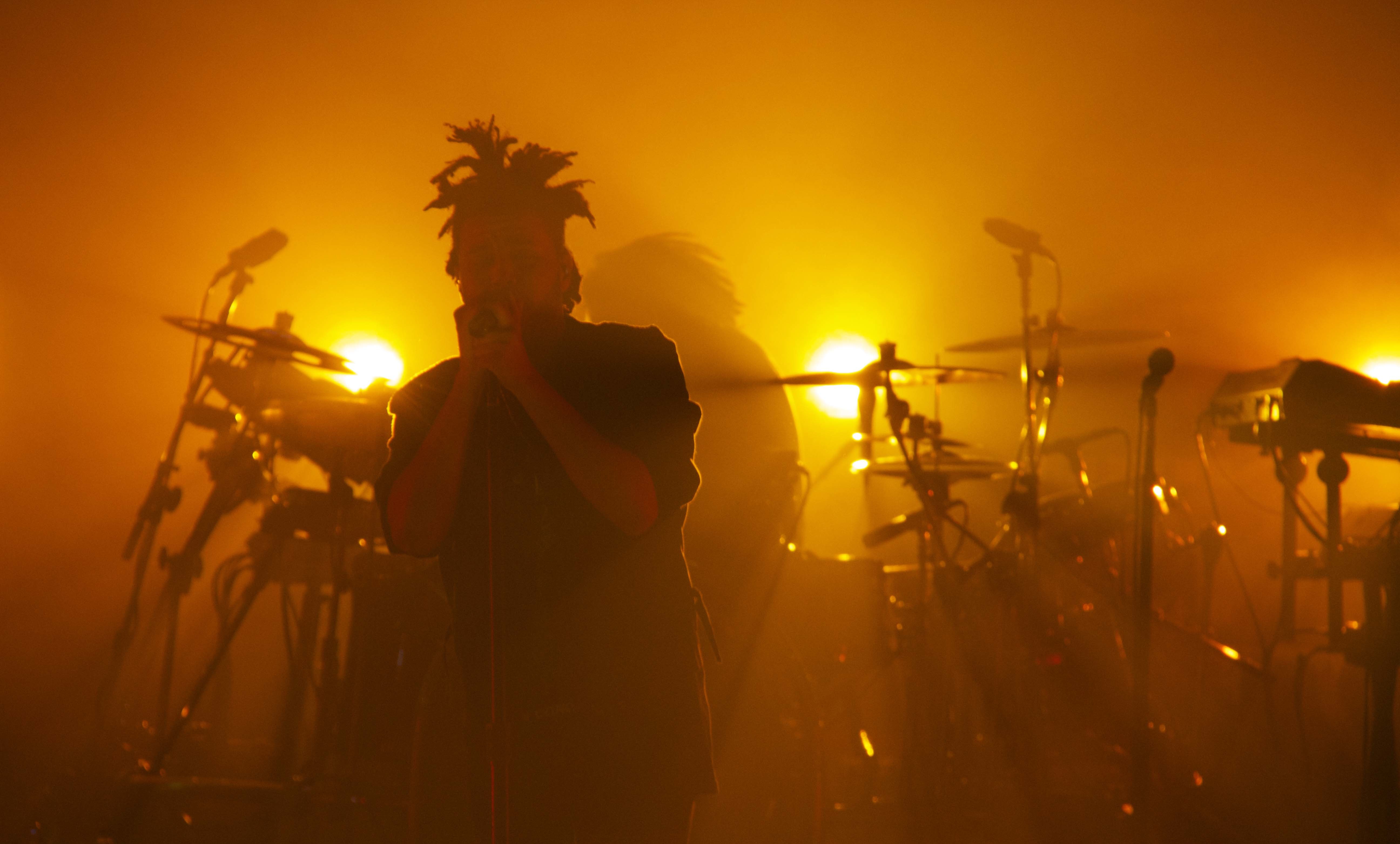
威肯於2013年10月7日在梅西音樂廳演出

在2012年9月，威肯簽約Republic Records，並且在其旗下創立唱片公司品牌XO。合輯《三部曲》於同年11月釋出，它是由混合不同元素的三十首翻唱曲目以及三個額外的歌曲所組成。此合輯也正式地將《歡樂之屋》的三首歌曲歸功羅斯於製作人及作者。《三部曲》登上加拿大專輯榜第五名及美國告示牌200大專輯榜第四名，並於第一週賣出8萬6千張。不久後在12月，英國廣播公司公布威肯已經被2013年度新聲提名。2013年5月，《三部曲》被美國唱片業協會認證為白金唱片且被加拿大音樂協會認證為雙重白金唱片。
2013年5月16日，威肯首次演出他首張錄音室專輯《親熱國度》之主打歌“Kiss Land”，他說本專輯將會於9月10日釋出。這張專輯也推出與德瑞克合作的歌曲“Belong to the World”及“Live For”，並且在九月開始了「威肯秋季巡迴演唱會」。《親熱國度》得到了音樂評論家的普遍好評。《親熱國度》空降美國告示牌200大專輯榜第二名，賣出9萬6千張，只比當週排名第一的齊斯·艾本專輯《Fuse》少賣2千張。
威肯還為《飢餓遊戲：星火燎原》的原聲帶歌曲“Devil May Cry”獻聲，以及為希雅伴唱該原聲帶之第二支單曲“堅韌之心”。2013年年末，威肯以開場嘉賓的身分六度出席賈斯汀·提姆布萊克的傲視天下世界巡迴演唱會。2014年2月，他混音碧昂絲的單曲“Drunk in Love”。該首歌有多個翻唱版本，其中威肯的版本調整節奏以更合適他「透過男性視角詮釋」的版本。
2014年6月24日，威肯宣布他將會開一場「秋季之王巡迴演唱會」，實際上它只是一個於該年九月和十月在美國的一個小型巡演。ScHoolboy Q和Jhené Aiko被證實是演唱會的嘉賓。消息發布一天後，他在SoundCloud釋出他的新單曲“經常”，引來演唱會將會由他推出更多新元素的猜想。2014年7月20日，威肯釋出標題為“King of the Fall”的音軌以宣傳他即將於9月開始的巡演。2014年9月30日，釋出威肯和雅瑞安娜·格蘭德合唱的歌曲“Love Me Harder”，該歌曲登上告示牌百強單曲榜第七名。2014年12月23日，他釋出歌曲“你值得”，被作為2015年電影《格雷的五十道陰影》的單曲發行。該歌曲登上告示牌百強單曲榜第三名。威肯並且於2015年黑人娛樂電視大獎與艾莉西亞·凱斯演唱該歌曲。

### 2015：《狂野之美》

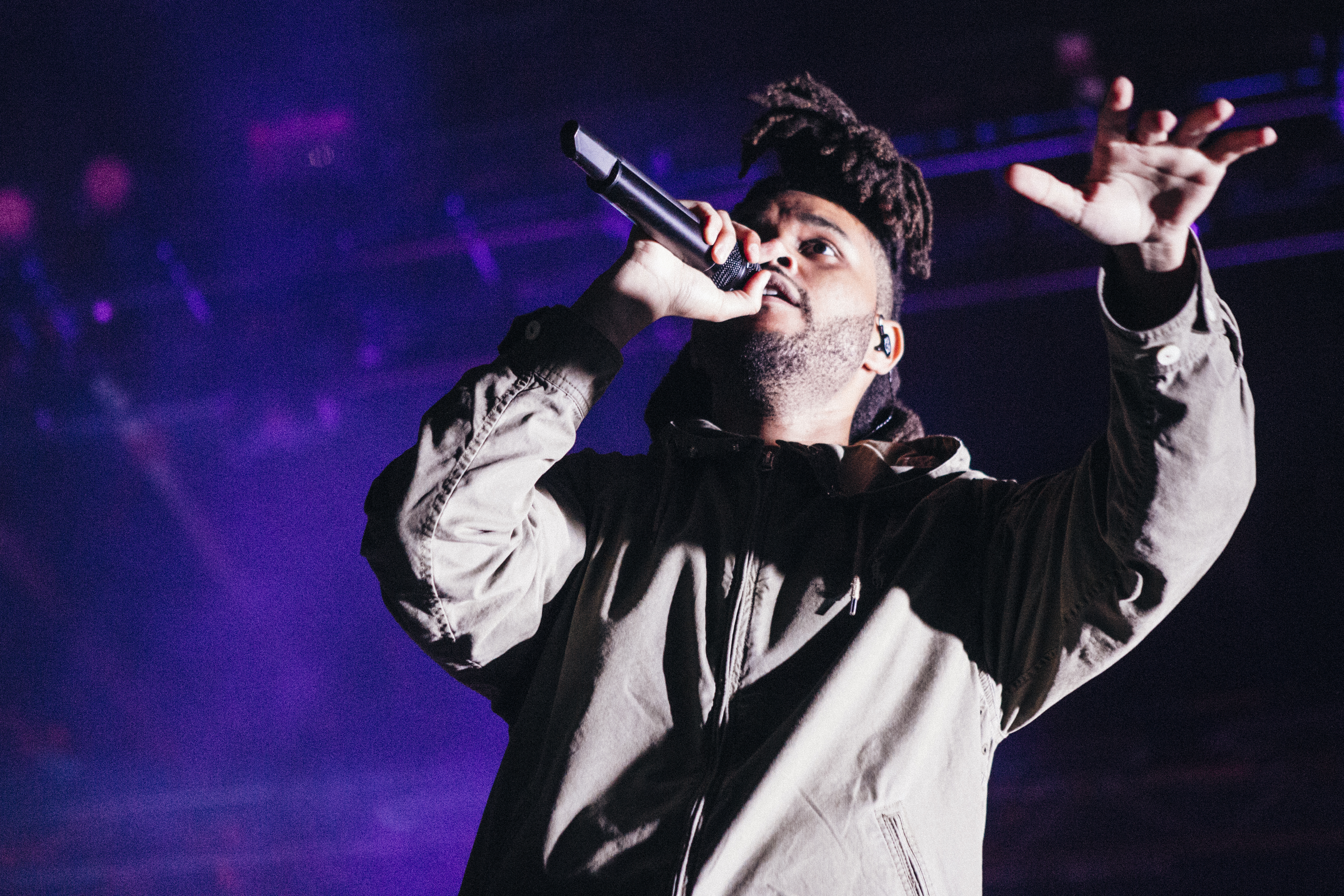
威肯在2015年華盛頓州西雅圖Bumbershoot

2015年5月27日，威肯釋出新歌“The Hills”的音樂錄影帶。這首歌在稍晚時以威肯的第二張錄音室專輯名曰《Chapter III》的第一支單曲發行，並且開放數位下載。“The Hills”空降告示牌百強單曲榜第二十名，成為該週熱門歌曲，且在稍後登上第一名。除了官方釋出的歌曲外，當時還有三個歌曲被洩露在網上。6月8日，其中一支被洩漏的單曲“無法擋的愛”被正式地釋出為第二支單曲，並且在同一天的蘋果全球開發者大會演出。該歌曲空降告示牌百強單曲榜第二十四名，並在該榜登上第一名，成為他第三首達到前十名的歌以及他第一首在美國達到第一名的歌。7月4日，「FVDED in the Park演唱會」將威肯作為主角在加拿大不列顛哥倫比亞省素里演出。
在2015年7月25日的那一週《告示牌》節奏藍調單曲榜上，威肯囊括前三名。第一、二、三名分別為：“Can't Feel My Face”、“The Hills”、“Earned It”。這使得他得到史上第一位囊括「告示牌熱門節奏藍調歌曲榜」前三名歌手的殊榮。蘋果公司推出他的新串流媒體服務Apple Music，威肯及與他經常合作的德瑞克加入成為其中的音樂代言人。在2015年MTV音樂錄影帶大獎中，蘋果推出了兩部分的產品促銷，請威肯當代言人促銷其新產品，並且由約翰·屈伏塔客串宣傳。
2015年8月28日，威肯的第二張錄音室專輯《狂野之美》一經釋出即登上告示牌200大專輯榜榜首，且在第一週銷售41萬2千張（純粹的唱片銷量為32萬6千張）。此專輯在該榜連續三個星期第一名。此專輯在十多個國家中登上前十名並在加拿大、澳大利亞、挪威、英國高居榜首。威肯透過夏季的音樂節宣傳他的專輯，包括芝加哥的Lollapalooza音樂節、加州波莫納的Hard夏季音樂節、威斯康辛州薩默塞特的Summer Set音樂露營節、費城的Made in America音樂節、德州奧斯汀市極限音樂節、西雅圖的Bumbershoot音樂節。2015年8月20日，威肯宣布將於同年11月在北美舉辦「Madness秋季巡迴演唱會」以推廣他的新專輯。演唱會將會請特拉维斯·斯科特、班克斯、海爾賽當開場嘉賓。2015年8月24日，威肯釋出來自該專輯、由肯伊·威斯特製作的歌曲“Tell Your Friends”之音樂錄影帶。

在2015年9月8日的那一週，威肯成為近七年同一週有兩首單曲在告示牌百強單曲榜前三名的男歌手：第二名“Can't Feel My Face”、第三名“The Hills”。威肯在這一年與許多的歌手合作、伴唱，包括Belly的“Might Not”、米克·米尔的“Pullin Up”、特拉维斯·斯科特的“Pray 4 Love”。威肯還為解密兄弟之第二張錄音室專輯《Caracal》的單曲“Nocturnal”伴唱。2015年10月10日，威肯以音樂嘉賓的身分參加由女演員艾米·舒默當客座主持的《週六夜現場》。這是他在與雅瑞安娜·格蘭德一起合作歌唱“Love Me Harder”之後第一次以獨唱歌手的身分在節目上演出。
截至2015年12月1日，《狂野之美》成為該年度最潮流的專輯，一整年有超過6000萬的聽眾。它還登上滾石2015年50大專輯榜第五名。2015年12月25日，威肯釋出兩首新單曲：“Low Life”和Jeremih的歌“Pass Dat”混音版。

### 2016-2017：《星聞人物》
2016年時，他為肯伊·威斯特專輯《The Life of Pablo》的歌曲“F.M.L.”伴唱。他還為碧昂絲專輯《Lemonade》中的歌曲“6 Inch”獻聲。8月24日，威肯被報導與法國電子舞曲雙人組傻瓜龐克合作，Republic Records執行副總裁Wendy Goldstei在被告示牌採訪時證實了此一消息。8月26日，威肯為Cashmere Cat專輯《Wild Love》中的同名單曲“Wild Love”獻唱。9月21日，威肯宣布其第三張錄音室專輯的名稱：《Starboy》。這個由18個曲目所組成的專輯將透過XO及Republic來發行。9月22日發行與傻瓜龐克合唱主打歌“Starboy”。《S星聞人物》預定於11月25日釋出。10月1日，威肯成為節目《週六夜現場》的嘉賓，並在節目上演出“Starboy”及“False Alarm”。11月17日，威肯發布兩支來自《星聞人物》的單曲：“Party Monster”以及另一個與傻瓜龐克合作的“I Feel It Coming”。11月23日，一支名為“M A N I A”的影片被上傳到威肯的YouTube頻道上。該影片有12分鐘長，內容則是將會出現在他的新專輯《星聞人物》裡的一些歌曲的音樂錄影帶。在發布《星聞人物》後的24小時內，它攻佔了超過80個國家的專輯榜第一名。
2017年，他出現於未來小子的第六張專輯《Hndrxx》中的歌曲“Comin Out Strong”。

### 2018：《致親愛的憂傷》

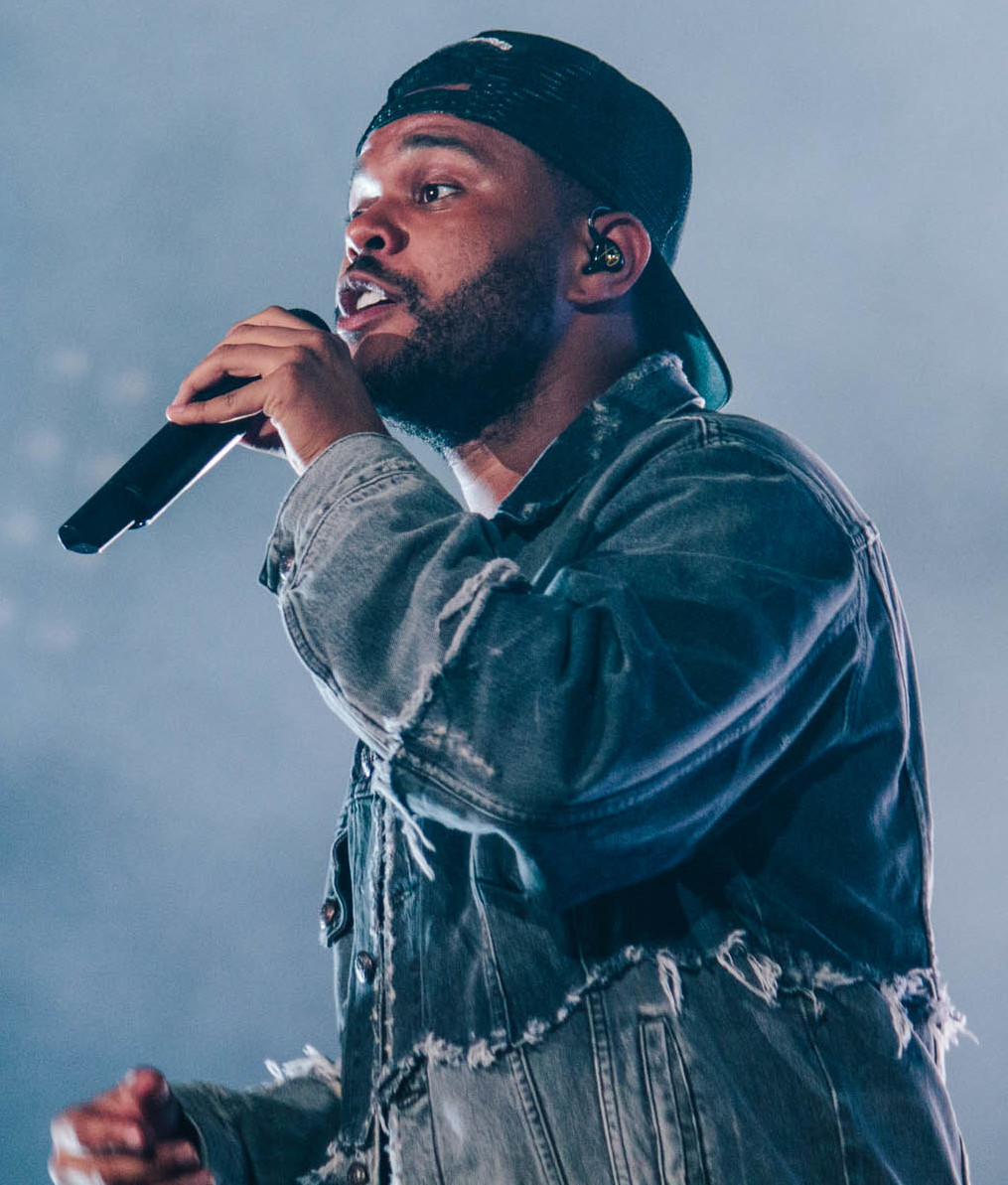
威肯于2018年在蒙特利尔演出

威肯於2018年電影黑豹中獻聲，與肯卓·克拉瑪共同演唱〈Pray for Me〉，並在2018年2月2日發佈。該首歌曲被收錄於《黑豹：專輯》中。3月29日，威肯在Instagram宣布其新作品的名稱，《My Dear Melancholy,》。
3月30日，威肯發行《致親愛的憂傷》EP，裡面包含了六首歌曲。EP發行當天隨即登上31個國家的iTunes排行榜第一位，在其他22個國家也獲得頭三位的佳績。EP發佈24小時後，單曲“Call Out My Name”、“Try Me”、“Wasted Time”分別登上Spotify全球頭50排行榜的第1、3、5位，而其餘三首單曲都分別在8、9、12位。當天新EP六首歌曲在Spotify總點播次數高達2480多萬。

### 2019-2020：《黑潮時刻》
2019年1月，Gesaffelstein（之前曾與威肯合作開發《致親愛的憂傷》）開始進行新的合作。1月11日，威肯和Gesaffelstein發行了《Lost In The Fire》，這是後者第二張錄音室專輯《Hyperion》的第二張單曲。4月18日，威肯和SZA和特拉維斯·斯科特一起發行了《Power Is Power》，這是電視劇《冰與火之歌：權力遊戲》（Game of Thrones）啟發的一系列音樂的歌曲之一，威肯本身就是這個電視劇的粉絲。
2019年5月5日，威肯、SZA、特拉維斯·斯科特為他們各自的《冰與火之歌：權力遊戲》歌曲發行了音樂錄影帶。8月30日，在特柳賴德電影節期間，威肯在電影《原鑽》的全球首映中首次亮相。11月24日，新專輯《黑潮時刻》的主打單曲《Blinding Lights》在德國電視上透過賓士商業廣告宣布。第二天，在拉斯維加斯弗里蒙特街拍攝的音樂錄影帶的鏡頭浮出水面。不久後，新聞媒體開始報導威肯將跟進《Blinding Lights》並推出另一首名為《Heartless》的單曲。在隔天11月25日報導了上述單曲之後，新聞媒體報導威肯已註冊了一首名為《Like Selena》的歌曲。根據報導，這首歌可能就是以威肯的前女友席琳娜·戈梅茲來命名的。為了宣傳即將發行的專輯，威肯的Memento MoriBeats 1電台節目第七集於11月27日發行。
單曲《Heartless》繼續在Billboard Hot 100上排名第32位，後來成為他的第4支在此榜單上排名第一的單曲，並持續了往後幾個星期。在此同時，他的另一首單曲《Blinding Lights》在榜單上排名第11位，後來成為在Billboard Hot 100榜單上在TOP 10累計周數最多的歌曲，以及出榜後回榜最高名次的單曲。
2020年2月14日，威肯在他的YouTube官方頻道和Instagram發佈了一部名為“Album Title”的影片，並在影片中以預告片的形式宣布其新專輯的的名稱——《黑潮時刻》。2月19日，威肯在他的YouTube官方頻道和Instagram宣布了《黑潮時刻》的專輯封面，並宣布《Heartless》、《Blinding Lights》、《After Hours》分別為新專輯的第七首、第九首、第十三首，且另一首新單曲將在該日晚上發行。幾個小時後，威肯推出了一首與專輯同名的單曲《After Hours》。3月5日，威肯發佈了一部與即將到來專輯名稱同名的微電影《After Hours (Short Film)》。3月20日，威肯釋出《黑潮時刻》專輯。3月30日，威肯釋出了《黑潮時刻》中的額外三首歌曲（收錄在豪華版中）《Nothing Compares》、《Missed You》以及《Final Lullaby》。接著在4月3日，釋出了和Lil Uzi Vert合作的《Heartless (Remix)》。5月21日，威肯釋出了與Doja Cat合作的《In Your Eyes (Remix)》。8月7日，威肯釋出了與已故藝人朱斯·沃尔德合作的《Smile》。

### 2021-2023：《黎明FM》及《偶像漩涡》
2021年4月23日，威肯釋出了與亞莉安娜·格蘭德合作的《Save Your Tears》混音版，並在2021年IHeartRadio音樂獎的頒獎典禮上與亞莉安娜合唱該曲。6月25日，蜜桃貓朵佳發佈了與威肯合作的歌曲——《You Right》。同日，貝利樂團釋出與威肯、Young Thug合作的《Better Believe》。8月2日，威肯發佈了一個標題為「The Dawn Is Coming(Teaser)」的短片，被認為是繼《黑潮時刻》的新音樂專輯之預告。8月6日，威肯釋出單曲〈屏息〉。11月5日，Post Malone推出了與威肯合作的單曲〈One Right Now〉。
2022年1月7日，威肯驚喜釋出《黑潮時刻》的下一篇章《黎明FM》。發行後，在告示牌全球榜寫下新紀錄-成為單週史上男歌手，最多打入前200大紀錄——一共24首歌。
威肯在2022年接替Kanye West，與Swedish House Mafia登上科切拉音樂節舞臺。同年，舉辦黑潮時刻直到黎明巡迴演唱會，並在7月16日，於大都會人壽體育場的演唱會中釋出與莉莉-蘿絲·戴普飾演的影集《偶像漩涡》之預告片。

### 2024-现在：《Hurry Up Tomorrow》
2024年9月4日，威肯宣布了他第六张录音室专辑的标题——《Hurry Up Tomorrow》。
2025年1月31日，威肯释出专辑《Hurry Up Tomorrow》。

## 藝術技巧
威肯說道勞·凱利、麥可·傑克森及王子做為它主要的靈感來源。他常說，麥可·傑克森的音樂及“Dirty Diana”的歌詞讓他想成為一名歌手。他也說他十分成功的演唱風格是受哈比沙人歌手，例如Aster Aweke，的影響。他從小聽各種音樂流派，包括靈魂樂、Quiet storm、嘻哈音樂、放克音樂、獨立搖滾樂、以及後龐克樂。其他影響威肯的歌手及樂團還有Portishead、強烈衝擊合唱團、肯諾、艾莉娅、迪·安傑羅、The-Dream、史威茲·畢茲、史密斯樂團、Bad Brains、臉部特寫、以及DeBarge。
威肯的歌是「建立在一個模糊、朦朧的作品」，且以緩慢的節奏為特色，隆隆的低音，及淒涼的回聲。威肯唱歌時會用假聲，表現出懇求、渴望的語氣。J. D. Considine發現他「顫抖的音色」與麥可·傑克森很像，但是他寫道，他避開麥可·傑克森之「強勁的藍調基礎」，而用了更多阿拉伯式的裝飾音。他的音樂融合在節奏藍調作品上不常見的音樂取樣，包括龐克樂及另類搖滾樂。《Spin雜誌》的Marc Hogan說，威肯的音樂取樣傾向於「作出搖滾評論家所贊同的元素，儘管通常這些已經展現出他的性威脅元素」，像是海灘小屋、苏克西与女妖及艾莉婭的音樂取樣。《Pitchfork Media》的Ian Cohen寫道，時常與威肯共事的Illangelo及Doc McKinney說威肯是「最高級的節奏藍調模範」。在舞臺上，威肯透過有組曲特徵之舞臺搖滾審美觀重新詮釋他的數位化作品。
他情緒性、淒婉的歌詞時常表現出傷痛的感覺以及關於性、毒品及派對的題材。《衛報》的Hermione Hoby說威肯的歌曲是「沉醉的慢節奏舞曲」，更說他的歌曲表達出「派對是一種存在經驗，性則充斥著疏離感，每件事都流露出虛幻與不安」的意境。《衛報》的Paul MacInnes詮釋威肯的混音帶《Trilogy》：「它是一個派對、餘興派對及宿醉的粗野軌跡。」《Toronto Standard》的Anupa Mistry，觀察到他的混音帶是個「弱懦、恍惚的殭屍女的角色……她的腿在被用物質膠合之後心甘情願地分離，她漸漸構成一些威脅只有當威肯在失魂落魄及感到脆弱時。」威肯表示：勞·凱利曾經提及「如果以優雅、性感的方式唱出庸俗、愚昧的歌詞是可以被大眾接受的」，這成為他作曲的元素之一，因此他對勞·凱利及一定程度的對王子感到尊敬。
一些記者認為威肯將節奏藍調音樂調色盤的擴大，讓獨立音樂與電子音樂能具體的表現出來；他的作品被歸類為另類節奏藍調（有時幽默地稱為PBR&B）。Anupa Mistry寫道：「他將會被未來的節奏藍調音樂界諂媚地稱讚——是因為他是一位黑人歌手，並不是因為他正在做量化的、死板板的節奏藍調。」AllMusic的Andy Kellman將他分類為一個「另類節奏藍調行為」。在他創建自己的經紀公司前，威肯隱瞞他的身分和保持神秘的人格，並同時將混音帶在線上釋出。

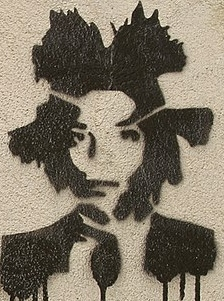
尚·米榭·巴斯奇亞塗鴉畫像

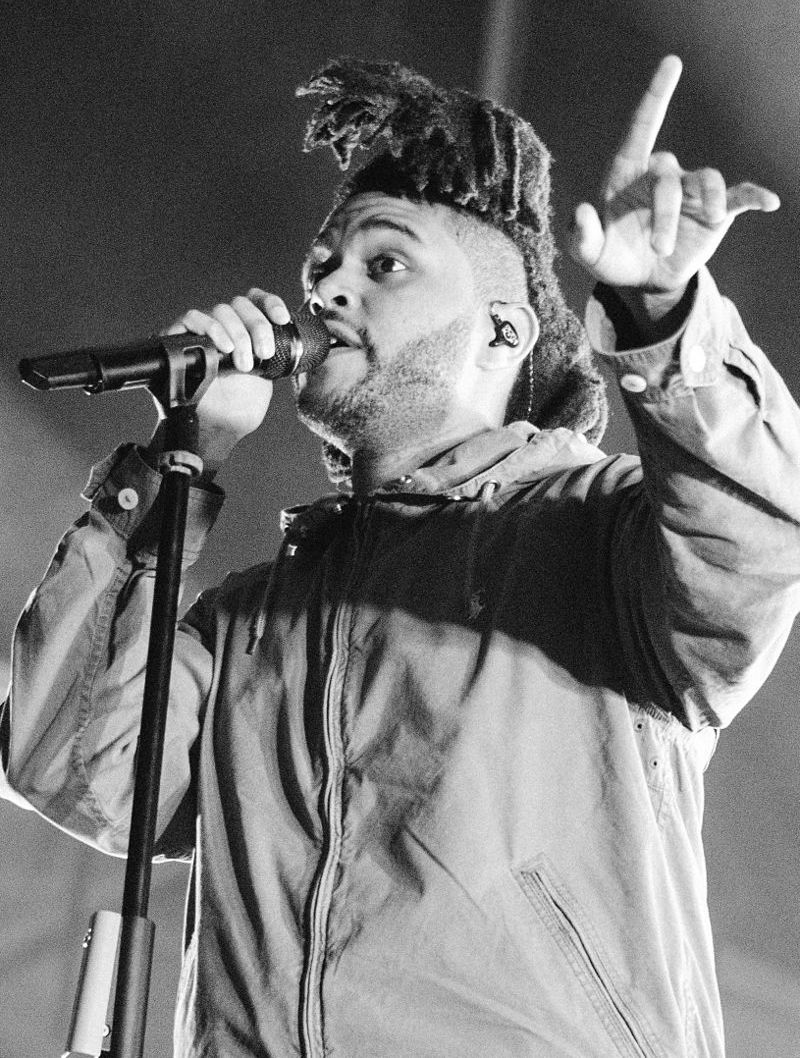
威肯的特殊髮型

他特別的髮型有一部分是被尚·米榭·巴斯奇亞啟發的，這是他目前為止最容易辨認的特點。他說：「不用花太多錢去維持它，只要每隔一段時間用固體洗髮皂就可以了。」在2011年左右，他開始留頭髮：「我希望我能以標誌性的、不同的風格被記得。」他說。「所以我想：『他媽的，我將會讓我的頭髮成為它所想要的樣子。』如果它開始阻擋我的視線，我才會剪掉它。我可以現在就看到它。但是如果我剪掉它，我就會看起來和每一個人一樣。而這對我來說是如此的無聊。」2016年時，他剪去了他那奇特的髮型，在單曲“Starboy”的音樂錄影帶釋出時便可以看的出來。他說：「頭髮現在在Cash（威肯的經紀人）的保險箱裡，那美好的事物不再存在了。它在那裡，它就像是音樂一般。這讓我很傷心。」

## 獎項與成就
威肯已經從許多音樂藝術家獲得好評。資深藝人娃娃臉正面地評價威肯：「我真的很愛威肯，我愛他的點是，不管誰與和他合作，他們都會將節奏藍調作品與其他的元素融合，這樣的感覺是很棒的。……這就意義而言是很有前途的，我認為其他默默無聞的人將會自告奮勇然後回到音樂圈成為音樂家。我認為這勝過一切，我懷念的是一位音樂家成為過程的一部分。」德瑞克、尼克·強納斯、托芙蘿都讚美他的音樂影響力。

## 個人生活
貝拉·哈蒂德在2015年初開始與威肯約會，這對情侶第一次被看到在一起是該年四月的科切拉音樂節。哈蒂德在2015年12月主演他的歌曲“In the Night”之音樂錄影帶。在2016年2月的葛萊美頒獎典禮上，情侶倆在紅地毯上亮相。2016年11月，有報導聲稱貝拉和威肯分手，但也有消息表示他們依然戀愛中，只是行程有過多的衝突。2016年年底，威肯被狗仔拍到和席琳娜·戈梅茲兩人在餐廳外熊抱擁吻，公開戀情，而貝拉也取消對席琳娜在Instagram的追蹤。2017年年底，威肯和席琳娜·戈梅茲分手，而威肯也取消對席琳娜在Instagram的追蹤。
他在社交媒體上，例如Twitter，將他的名字後方加上「xo」作為字尾。根據Hermione Hoby的敘述，它的意思是一個親吻與一個擁抱的表情符號，VH1的Zara Golden說，它用來代替使用消遣性毒品搖頭丸，羥考酮及氯胺酮。
威肯是HBO熱播劇《冰與火之歌：權力的遊戲》的粉絲。

### 法律問題
2015年1月，威肯由於毆打拉斯維加斯警察而被逮捕。他並沒有為他的行為辯護，並被判處50小時的社區服務。

### 慈善事業
2014年榮獲比基拉專業卓越獎時，他決定向多倫多大學的伊索比亞傳統語言吉茲語課程捐贈50,000美元。2015年，他與瑞安·西克雷斯特的基金會合作，到亞特蘭大的兒童醫院探望。2016年，他捐贈250,000美元予「黑人的命也是命」組織。

## 音樂作品列表

### 混音帶
- 《House of Balloons》（2011）
- 《Thursday》（2011）
- 《Echoes of Silence》（2011）

### 合輯
- 《三部曲（英语：Trilogy (The Weeknd album)）》（2012）
- 《The Weeknd in Japan》（2018）
- 《黑潮之王》（2021）

### 錄音室專輯
- 《親親國度（英语：Kiss Land）》（2013）
- 《狂野之美》（2015）
- 《星聞人物》（2016）
- 《黑潮時刻》（2020）
- 《黎明FM》（2022）
- 《Hurry Up Tomorrow》（2025）

### 迷你專輯
- 《致親愛的憂傷（英语：My Dear Melancholy,）》（2018）
- 《After Hours (Remixes)》（2020）

## 影視作品
- 《邁克爾·傑克遜：摩城至牆外之旅（英语：Michael Jackson's Journey  from Motown to Off the Wall） 》（2016），飾演：他自己

- 《原鑽》（2019），飾演：他自己

- 《特工老爹》（2020），飾演：他自己

- 《偶像漩涡》（2023）

## 巡迴演唱會

### 個人演唱會
- 威肯國際巡迴演唱會（2012·春）[121]
- 威肯秋季巡迴演唱會（2012）[122]
- 威肯Kiss Land秋季巡迴演唱會（2013）[123]
- 秋季之王巡迴演唱會（2014）[124]
- 狂野秋季巡迴演唱會（英语：The Madness Fall Tour）（2015）[125]
- 星聞人物：秋季傳奇演唱會（英语：Starboy: Legend of the Fall Tour）（2017）[126]
- The Weeknd Asia Tour（2018）[127]
- 黑潮時刻直到黎明巡迴演唱會（英语：The After Hours Tour）（2022）

### 開場
- Ceremonials巡迴演唱會（英语：Ceremonials Tour）（2012）（與芙蘿倫絲機進份子）[128]
- 傲視天下世界巡迴演唱會（英语：The 20/20 Experience World Tour）（2013）（與賈斯汀·提姆布萊克）[53]
- 你想要一場巡迴演唱會嗎？（英语：Would You Like a Tour?）（2014）（與德瑞克）[129]
- 反了世界巡迴演唱會（英语：Anti World Tour）（2016）（與蕾哈娜）[130]

## 備註
1. ↑  音同「The Weekend」。

## 外部連結
- 威肯（页面存档备份，存于）的官方網站
- 威肯的Facebook專頁
- 威肯的X（前Twitter）
- 威肯的Instagram帳戶
- 威肯在Allmusic上的頁面
- 威肯在互联网电影资料库（IMDb）上的資料（英文）
- YouTube上的威肯頻道
- 威肯的Discogs页面（英文）